# Hernani (dramat)

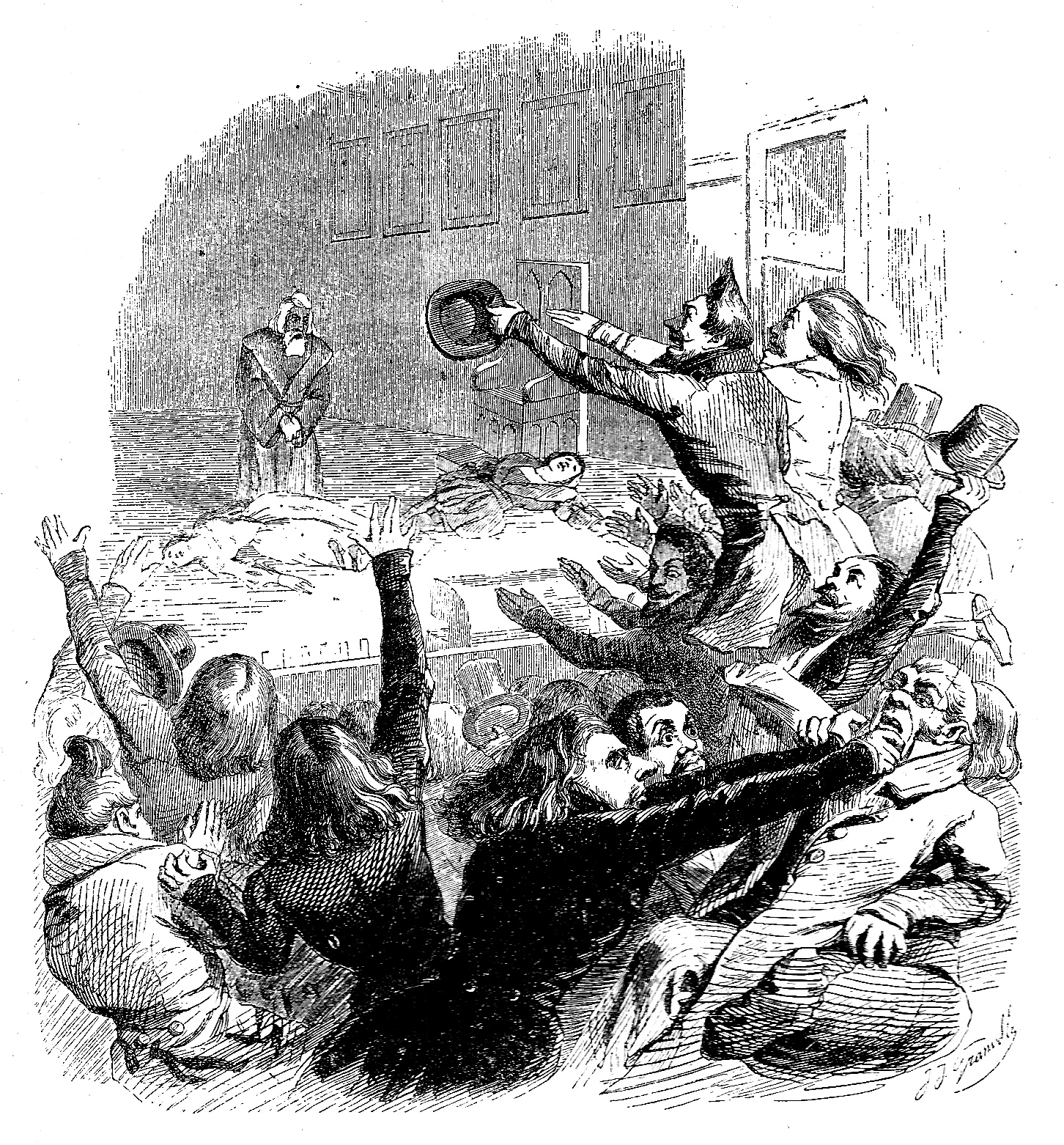
Bitwa o Hernaniego

Hernani, czyli honor kastylijski – dramat Wiktora Hugo napisany w sierpniu i wrześniu 1829. Stanowi on przełomowy moment w historii literatury francuskiej, praktyczną realizację zasad dramatu romantycznego wyłożoną teoretycznie przez Wiktora Hugo w przedmowie do dramatu Cromwell. Premiera dramatu odbyła się 25 lutego 1830 i wywołała tak żywe emocje między starszym i młodszym pokoleniem krytyków literackich oraz autorów, jak również tak wyraźny oddźwięk społeczny, że przeszła do historii jako „bitwa o Hernaniego”.

## Okoliczności powstania utworu
Po zatrzymaniu przez dyrekcję Teatru Francuskiego dramatu Marion Delorme jako zbyt ryzykownego politycznie, Wiktor Hugo rozpoczął prace nad nowym dziełem, które ukazałoby w praktyce założenia teatru romantycznego opracowane przezeń wcześniej. Jego akcję zdecydował się, ze względu na młodzieńczą fascynację, umieścić w Hiszpanii i oprzeć na pochodzącym z tamtejszej literatury motywie tres para una (trzech mężczyzn kocha jedną kobietę; tak brzmiał zresztą wstępny podtytuł dramatu).

## Treść

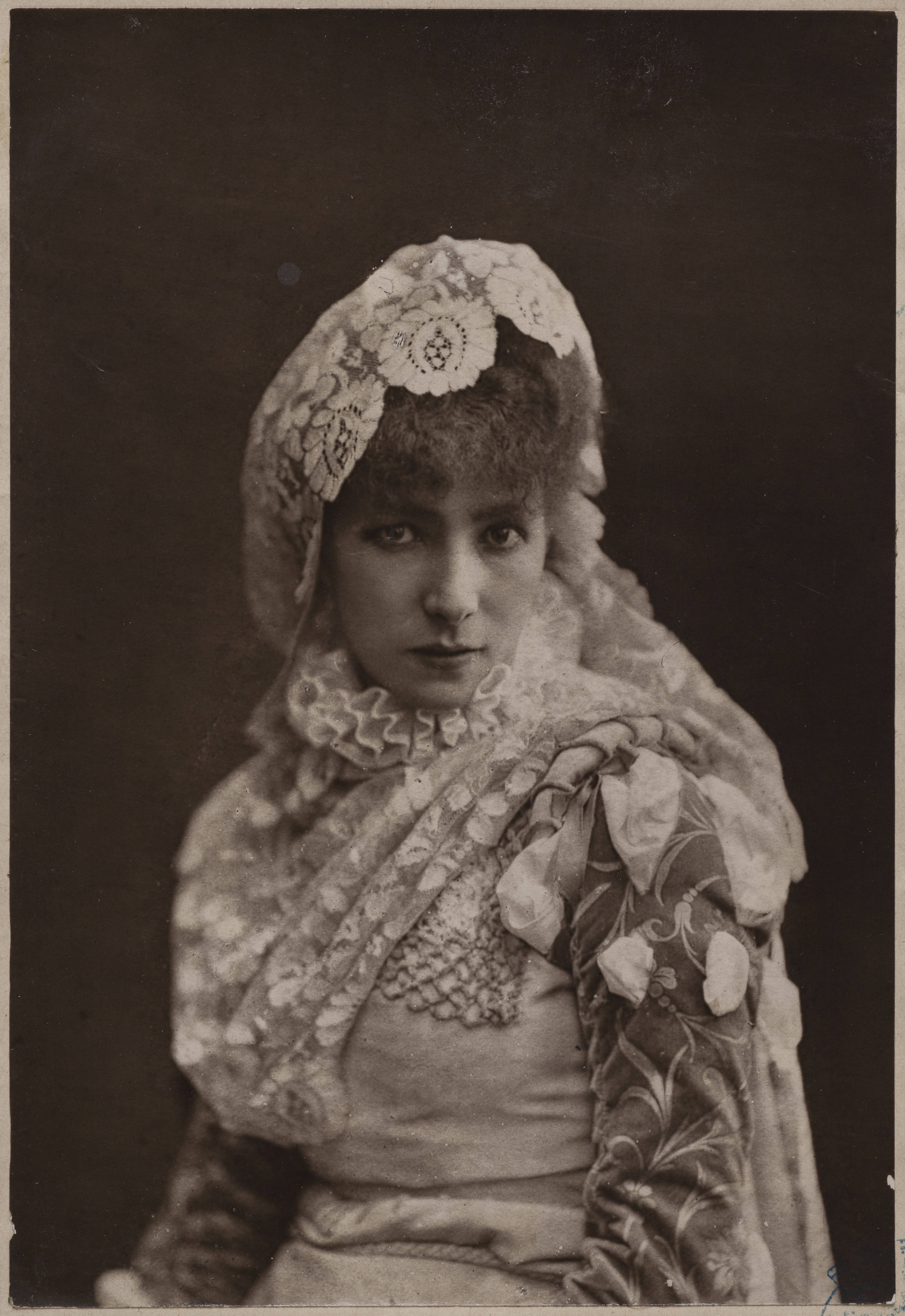
Sarah Bernhardt jako Doña Sol

Akcja dramatu rozgrywa się w 1519 w Saragossie, Górach Aragońskich oraz w Katakumbach w Akwizgranie.
O rękę pięknej Dony Sol ubiegają się stary szlachcic Ruy Gomez Silwa (będący jej wujem), zbójca Hernani (w istocie przebrany szlachcic, wygnany niegdyś przez króla Hiszpanii) oraz Don Carlos, w rzeczywistości król Hiszpanii Karol V Habsburg (późniejszy cesarz rzymski Karol I).
Saragossa. Don Carlos przybywa do posiadłości Silwy, aby powiadomić go o planie objęcia tronu cesarskiego po jego zmarłym dziadku Maksymilianie I Habsburgu. Nakrywa przy tym romans Dony Sol z Hernanim. Kiedy do całej sytuacji niespodziewanie włącza się Ruy Gomez, Don Carlos kryje Hernani'ego, aby nie wydać jego romansu z Doną Sol. Król Hiszpanii zakochuje się w pięknej kobiecie, dlatego planuje ją porwać, poślubić i zamordować zbójcę, z którym łączą go dawne spory rodowe. 
Don Carlos przybywa pod balkon białogłowy, zanim na umówione spotkanie pojawi się tam Hernani. Dona Sol myli Don Carlosa ze swoim kochankiem. Na szczęście Hernani przybywa w porę i ratuje ukochaną z opresji. Don Carlos ucieka i wystawia list gończy za młodym zbójcą. Hernani musi uciekać.
Akcja przenosi się do zamku Silwów w górach Aragońskich. Pod przebraniem pielgrzyma pojawia się tam Hernani. Ruy Gomez, myśląc, że zbójca nie żyje, postanawia ugościć pielgrzyma. Hernani ujawnia swoją tożsamość. Chwilę po tym pod wrotami zamku pojawia się tam Don Carlos, który podejrzewa Ruy'a o ukrywanie Hernaniego. Ruy Gomez szanuję zasade gościny w swoim zamku, dlatego ukrywa Hernaniego i ratuje go przed gniewem króla Hiszpanii Karola I, co według zasad honorowych daje mu prawo dysponowania życiem młodzieńca. Król Hiszpanii w gniewie porywa piękną Donę Sol. Jej kochanek i narzeczony postanawiają uknuć spisek i nie dopuścić do koronacji Don Carlosa na Cesarza.
Katakumby w Akwizgranie (fr. Aix-la-Chapelle). Obaj biorą udział w konspiracji, której celem jest niedopuszczenie do wyboru władcy hiszpańskiego na tron cesarski. Na przodownika spiskowców zostaje wybrany Hernani, jednak Ruy Gomez przekonuje go, aby oddał mu funkcję. Nieskutecznie. W katakumbach pojawia się Don Carlos już jako cesarz Rzymski. Spisek ponosi klęskę. Pomimo tego Don Carlos i Hernanii przebaczają sobie czyny z przeszłości (Don Carlos zabił ojca Hernaniego). Don Carlos pozwala Hernaniemu poślubić kochankę. Od teraz Don Carlos chce zostać dobrym władcą.
Ponownie posiadłość Silwów w Saragossie. Dona Sol i Hernani biorą ślub. W trakcie bankietu weselnego Hernani dostaje znak od Ruy Gomeza, aby spłacić jego wcześniejszą przysługę: każe mu odebrać sobie życie. Dona Sol nie chce, aby ukochany ją opuszczał, dlatego odbiera Hernaniemu truciznę i wypija połowę. Hernani wypija resztę trucizny i umiera w objęciach z ukochaną.

## Cechy utworu
Hernani jest dramatem romantycznym, łączącym wątki historyczne z historią miłosną. Nie wiadomo, skąd Hugo czerpał wiedzę o szesnastowiecznej Hiszpanii, w jego przedstawieniu tła akcji dramatu widoczne jest, że przesłanie ideowe okazało się ważniejsze od wiernego odwzorowania realiów. Stosunki społeczne, ukazane w scenie wyboru cesarza czy w sposobie odnoszenia się do siebie bohaterów przypominają raczej relacje panujące we Francji niż w Hiszpanii w XVI stuleciu, autor popełnia również błąd podając Akwizgran jako miejsce elekcji, która w rzeczywistości odbyła się we Frankfurcie.
Ważnym aspektem Hernaniego jest rysunek psychologiczny postaci, który przybiera dokładniejszą niż w innych wczesnych dziełach Hugo zwłaszcza w odniesieniu do postaci Karola V. Jego przeżycia wewnętrzne związane z objęciem tronu cesarskiego zostają oddane w szczegółach, autor podkreśla głębię przemiany duchowej bohatera. W mniejszym stopniu Hugo oddaje emocje Hernaniego i Ruya Gomeza, którzy są bohaterami jednoznacznie zaklasyfikowanymi moralnie jako ucieleśnienie szlachetności i odwagi oraz przewrotności. Silniejszej niż w Marion Delorme psychologizacji został poddany wątek miłosny, z którego Hugo starał się usunąć motywy melodramatyczne i konwencjonalne dialogi, by uzyskać maksimum prawdy i wyrazu.
Rewolucją na francuskiej scenie był natomiast język Hernaniego – Hugo nie tylko dowolnie modyfikował tradycyjny aleksandryn, ale starał się łączyć w wypowiedziach postaci prostotę stylu z gwałtownością emocji, całkowicie zrywając z konwencją klasyczną. Zredukował również liczbę monologów na rzecz dialogów i scen zbiorowych, wprowadził ogromną liczbę metafor i porównań jako środka związanego z wyrażaniem uczuć przez bohaterów, a nie jako zwykły popis erudycji i inwencji dramatopisarza.

## „Bitwa o Hernaniego”
Jeszcze przed prapremierą Hernani stał się obiektem ostrych kontrowersji, podsycanych na łamach gazet różnych opcji politycznych. Szczególnie siły polemika ta nabrała po dwóch pierwszych przedstawieniach i trwała do zdjęcia Hernaniego z afisza po 43 wystawieniach (do czerwca 1830). Młodzi romantycy widzieli w dramacie realizację nowych, świeżych prądów ideologicznych i zerwanie ze „skostniałą” konwencją sceniczną. Docenili również polityczne, antymonarchiczne przesłanie dzieła, którego Hugo, po doświadczeniach z Marion Delorme starał się nie eksponować (zachował jedynie kilka negatywnie nacechowanych przymiotników pod adresem króla).
Obóz klasyków wskazywał natomiast na zupełny brak realizmu w utworze, nadmiar patetycznych scen i wydumane dylematy niektórych bohaterów. Atakowany był również język zastosowany w dramacie jako niestaranny, niegodny sceny teatralnej (zwłaszcza zerwanie z aleksandrynem). Podkreślano nadmiernie jaskrawy ton wypowiedzi większości postaci oraz posępną atmosferę całego utworu.
Mimo tych kontrowersji, sztuka odniosła finansowy sukces i została w 1838 wznowiona, nie bez oporów ministerstwa spraw wewnętrznych, które po publikacji dramatu Król się bawi zaczęło uważać Wiktora Hugo za niebezpiecznego literackiego wichrzyciela. Przez okres II Cesarstwa dzieło nie było wystawiane na wyraźne życzenie autora. Odzyskało popularność po kolejnej inscenizacji w 1877.
Na podstawie Hernaniego powstała opera Giuseppe Verdiego pod tym samym tytułem.

## Przekład polski
Hernani został przełożony na język polski w roku swojej prapremiery. Przekładu prozą dokonali Hipolit Błotnicki oraz Karol i Jan Sienkiewiczowie. W 1862 Ignacy Barankiewicz po raz pierwszy przełożył Hernaniego na polski wierszem, był to jednak przekład swobodny. Trzy lata później Apollo Nałęcz-Korzeniowski przełożył skróconą wersję dramatu. W 1895 dramat przełożyła Karolina Wągrowska, w 1953 poprawek do jej pracy na potrzeby nowego wydania dokonała Jadwiga Gamska-Łempicka. W 1955 dramat przetłumaczył Henryk Rostworowski.